# Jerga rimada cockney
La jerga rimada cockney (en inglés cockney rhyming slang) es una forma de expresión muy habitual en el inglés británico, especialmente en el habla de las clases populares de Londres. Consiste en reemplazar una palabra de uso frecuente por otra que forma parte de una frase hecha que rima con ella, para luego eliminar la palabra que rima, que pasa a ser inferida. La sustitución tiene muchas veces un efecto humorístico por sus connotaciones, como en el ejemplo típico de utilizar trouble (problemas) por wife (esposa), jugando con la rima de trouble and strife (problemas y discusiones, una frase frecuente), pero también con la actitud convencionalmente asignada a las esposas.
Al depender del conocimiento estrecho de los hábitos lingüísticos locales, la jerga rimada es difícil de comprender para quienes no están familiarizados con ella. Si bien su origen es incierto, se supone que se desarrolló precisamente a este efecto, para evitar que los extraños comprendiesen la conversación. Algunas historias cuentan que se pudo originar en el mercado, para que los clientes no pudiesen entender lo que los tenderos decían, aunque también se cree que se originó en las prisiones, para que los carceleros no pudiesen entender a los presos.
La jerga rimada cockney ha sido llevada al cine en películas tan diversas como Green Street Hooligans o Mary Poppins, en la que el actor estadounidense Dick Van Dyke hacía infructuosos esfuerzos por sonar como un auténtico cockney. También fue usada en la archipopular serie de televisión británica Only fools and horses. Asimismo existe un estilo de música llamado rockney, interpretado por grupos como Chas and Dave, que utilizan la jerga en sus canciones.

## Ejemplos
1. apples = apples and pears = stairs = escalera
2. jam = jam jar = car = coche
3. trouble = trouble and strife = wife = esposa
4. lee = Lee Marvin = starving = muriendo de hambre
5. bread = bread and honey = money = dinero
6. britneys = Britney Spears = beers = cervezas
7. porky = porky pies = lies = mentiras
8. tea = tea leaf = Thief = Ladrón

Ejemplo de frase en cockney:
- Cockney: I ran out o´ bread so I took me jam back to me gaff
- Inglés: I ran out of money so I took my car back to my house = Me quedé sin dinero, así que volví a casa con el coche.